# 9 septembre 1968
Le lundi 9 septembre 1968 est le 253e jour de l'année 1968.

## Naissances
- Anas Altikriti, fondateur de la fondation Cordoba
- Chris Alexander, homme politique canadien
- Clive Mendonca, joueur de football britannique
- David Sánchez, saxophoniste ténor de jazz
- Donald Johnson, joueur de tennis américain
- Hans-Peter Steinacher, skipper autrichien
- Jon Drummond, athlète américain, spécialiste du sprint
- Julia Sawalha, actrice britannique
- Julian Baggini, philosophe britannique
- Nathan Lee Graham, acteur américain
- Ray Wilson, chanteur britannique
- Shahbaz Bhatti (mort le 2 mars 2011), personnalité politique pakistanais

## Événements
- Début du championnat d'Afrique de basket-ball féminin 1968
- Création de l'université István Széchenyi en Hongrie